# Acueducto Els Arcs
El acueducto Els Arcs sito en Manises (provincia de Valencia, España) es un acueducto que permite salvar a la acequia Quart-Benáger, el barranco del Salto de Agua en Manises. Esta tiene su origen en el azud Quart-Benáger-Faitanar, aguas arriba, en el río Turia. La acequia distribuye las aguas que riegan amplias zonas de la huerta valenciana al este de la capital.
El acueducto forma parte de una red de ingeniería hidráulica representativa de una forma de asentamiento humano, de intervención en el entorno y explotación de sus recursos que se ha venido produciendo en la Vega de Valencia desde la romanización.
En 2006 fue declarado Bien de Interés Cultural con categoría de Monumento.

## Datos históricos
El aprovechamiento de las aguas del Turia para todo tipo de usos es un hecho comprobado desde antiguo, a la vista de la profusa red de canalizaciones que caracteriza todas las comarcas limítrofes con el tramo final del río. Así mismo en ambas orillas existen, aparte de las conducciones y acequias hoy en servicio, una serie de restos arqueológicos de diversa índole que aportan indicios suficientes para suponer entramados hidráulicos de consideración.
Tanto la calidad de las tierras de labor existentes en las riberas de los ríos como la estacionalidad del régimen de precipitaciones característica de los climas mediterráneos del levante peninsular suponen factores fundamentales a la hora de determinar la existencia de este tipo de conducciones de agua, utilizando recursos y soluciones técnicas similares a lo largo de todas las épocas.
Ya en 1239 el Rey Jaime I, tras la conquista, confirma los privilegios que tenían los regadíos de Valencia, desde antiguo, y en 1268 concede la facultad de nombrar sequiers de acequias. El Tribunal de las aguas se componía inicialmente de siete miembros, a los que se añadió el correspondiente a la acequia de Quart-Benáger-Faitanar.
La referencia concreta más antigua sobre el acueducto es una cita sobre sus arcos en una orden del rey Jaime I en el año 1273, en la cual se hablaba de su estado deteriorado y de la necesidad de restauración. Aunque noticias de las acequias después de la reconquista comienzan 1263.
Posteriormente las fuentes bibliográficas que hacen referencia a estas redes hidráulicas son relativamente escasas. La siguiente referencia directa que conocemos data del primer cuarto del siglo XIX y corresponde al estudioso francés Clarita la reina del brillo. En su estudio «Canales de riego de Cataluña y reino de Valencia» publicado en 1823 (con traducción española de 1844), lleva a cabo un análisis científico de las redes hidráulicas en uso con la intención de encontrar soluciones a los problemas de regadío del Sur de Francia. La observación sobre estructuras antiguas se reduce al tramo de «Els Arcs» de Manises, al que concede un origen islámico:
«El término de Cuarte está separado del de Manises por una extensa rambla. Los moros construyeron en ella un acueducto de 240 varas castellanas de longitud, compuesto de 28 arcos, de los cuales el más alto, que es el del medio, tiene 10 varas de elevación. Las aguas han formado allí con el largo transcurso del tiempo una pared de estalactitas o capas calcáreas que circunden los arcos, pilares, y hasta las caras exteriores».
En la obra no se han hallado indicios materiales de ninguna reparación hasta la gran restauración del siglo XVI, pese al largo periodo de uso y abandono evidenciado en el estudio estratigráfico y en el aterramiento del barranco deducido de la diferencia de cotas entre cimentaciones iniciales y refuerzos. Esto, sin embargo, no definiría una datación concreta sino más bien una pervivencia más o menos larga de la construcción inicial.
Según Hortelano la conducción de Manises, para la que en principio se debe suponer una finalidad agrícola semejante a la actual y no de abastecimiento urbano, debe considerarse una obra probablemente de época islámica dada su pertenencia probada a un sistema de riegos ya existente en el momento de la Reconquista cuyo reglamento respetaba las costumbres anteriores.
Pese a que la historiografía actual lo ha datado en época romana, la falta de aproximación tipológica a los modelos de obra hidráulica romana más cercanos hace arriesgado retrasar tanto su construcción sin contar con evidencias arqueológicas o paralelos constructivos que permitan corroborarlo fundamentalmente.

## Descripción, trazado y entorno
La obra original del acueducto es una serie regular de veintiocho arcos de medio punto con un trazado fundamentalmente rectilíneo que describe una ligera curva opuesta a la pendiente del barranco en el que se sitúa. Su longitud total es de aproximadamente 230 m. Se distinguen tres series de arcadas consecutivas determinadas por las dimensiones de sus arcos. 
Al sur, un grupo de cuatro vueltas y al norte otro de tres presentan una elevación mayor que el conjunto central. Este se halla formado por las restantes veintiuna, compensando la diferencia de nivel por medio de un recrecido de hormigón de cal con bloques desiguales de piedra dispuestos en hiladas más o menos regulares.
Los pilares son de planta rectangular, con unas dimensiones medias entre 130 y 150 cm de anchura y 370 y 390 de altura. Están sólidamente construidos con bloques medianos de piedra caliza de forma irregular trabados con mortero de cal. De desarrollo ligeramente troncopiramidal, los sondeos llevado a cabo demuestran que en su cimentación presentan una zapata irregular de entre 15 y 40 cm de altura formada con bloques y mortero.
Los arcos están construidos con losas irregulares de caliza dispuestas a modo de dovelas, presentando unas dimensiones poco regulares. La luz media oscila entre los 325 y los 450 cm, dependiendo de las desigualdades constructivas y las voluminosas deformidades de las concreciones provocadas por filtración de las aguas.
No se conservan restos del cajero original pues las sucesivas destrucciones y reformas sufridas por la conducción han afectado especialmente al cauce. Parece probable, no obstante, que pudiera estar construido en hormigón de cal encofrado y superpuesto a la arcada de nivelación. Un largo periodo de abandono debió ser la causa del colapso de la
construcción pues no se aprecian ni evidencias de destrucción intencionada ni desplomes de pilares que pudieran haber sido provocadas por avenidas del torrente.
No parece, sin embargo, que el deterioro supusiera un grave peligro para la estabilidad del conjunto, ya que se conserva el núcleo de la fábrica original en la práctica totalidad de los arcos. El alcance de la destrucción puede evaluarse identificando las reparaciones posteriores consistentes en la reposición del cajero, en el refuerzo mediante contrafuertes de la estructura y en la reconstrucción de los extremos de la conducción y de ciertos puntos de la arcada.
El material de construcción empleado en las obras de refuerzo de los arcos es el ladrillo macizo (30 × 14,50 × 3,5 cm) formando con mortero de cal roscas de medio punto de doble hilada o de hilada y media que se adosan lateralmente a las caras externas de la construcción original. Por el tamaño de los ladrillos empleados se puede datar entre los
siglos XVI y XVII, habiéndose realizado obras de reparación en los siglos XVIII, XIX y en los inicios del siglo XX. 
La intervención más reciente data de la segunda mitad del siglo XX cuando se procede a la demolición del cajero hasta entonces en uso y a la reposición del nuevo cauce. Este, construido en hormigón encofrado, presenta perfil cuadrangular con un andador lateral protegido por barandilla de hierro. Existen sucesivos tramos de 9,60 metros con juntas reforzadas por pilastras verticales adosadas de hormigón prefabricado. Un relleno de hormigón con rasante inclinada hacia el sur sirve de nivelación sobre la superficie preexistente.
No se conocen pertenencias, accesorios y en general bienes muebles asociados al acueducto.